# Brasil Central Linhas Aéreas
A Brasil Central Linhas Aéreas foi uma companhia aérea brasileira fundada em 1976 como VOTEC (Voos Técnicos e Executivos).
Em 1986, após a compra pela TAM Linhas Aéreas, o nome foi alterado para Brasil Central Linhas Aéreas também conhecida como BRC. Operava voos regionais no norte e centro-oeste do Brasil, também tinha um acordo Code Share com a TAM. Em 2000, foi incorporada pela TAM - Transportes Aéreos Regionais, criando a TAM Linhas Aéreas. A marca Brasil Central, entretanto, continuou até 2003.

## História
Em 11 de novembro de 1975, o Governo Federal do Brasil criou o Sistema Brasileiro Integrado de Transporte Aéreo Regional e dividiu o país em cinco regiões diferentes, para as quais cinco recém-criadas linhas aéreas regionais receberam uma concessão para operar serviços aéreos. VOTEC Serviços Aéreos Regionais S/A foi uma companhia aéreas regional. Seus serviços começaram em 11 de outubro de 1976 e a sua área de atuação compreendia os estados de Goiás, Distrito Federal, Pará, Maranhão, Minas Gerais além de serviços de conexão para o Rio de Janeiro e de São Paulo.
Votec era originalmente um táxi aéreo empresa criada em 1966 por Klaus Richard Hoelck. Em 17 de fevereiro de 1976, a identidade de VOTEC Táxi Aéreo foi mudada para VOTEC Serviços Aéreos Regionais SA, uma empresa aérea regional autorizada a operar serviços regulares. Esta companhia aérea cresceu rapidamente e em 1978 serviu dezenas de cidades e operava voos fretados para empresas estatais como Petrobras e os Correios do Brasil.
Em 1983 começaram os problemas de administração, o que levou à redução da frota para apenas três Fokker F27 em 1985, e, finalmente, em janeiro de 1986, até o fim dos serviços regulares.
Percebendo uma boa oportunidade para o crescimento em um mercado ainda muito restrito, em Junho de 1986 a TAM - Transportes Aéreos Regionais (IATA código KK) adquiriu a VOTEC, que foi então renomeada Brasil Central Linhas Aéreas. TAM e Brasil Central foram as duas companhias aéreas regionais e operado em diferentes áreas designadas. Eles, porém, funcionava como um consórcio com redes integradas e frota, com as diferenças mais notáveis sendo o voo número IATA códigos (enquanto a TAM teve o Código IATA KK, Brasil Central atuou com o código JJ, herdado da VOTEC), os esquemas de cores diferentes de aeronaves, e sua designado áreas de operação.
Em 15 de maio de 1990, o governo brasileiro suspendeu as restrições de áreas operacionais das companhias aéreas regionais, o que lhes permitiu voar para qualquer lugar no Brasil. Como consequência, a Brasil Central foi rebatizado TAM - Transportes Aéreos Meridionais, adquiriu o mesmo esquema de cores da TAM (KK), mas ainda manteve o código JJ IATA.
Mesmo que a linha VOTEC / Brasil Central / TAM Meridionais (JJ) é tecnicamente a linha original onde a TAM Regionais (KK) foi incorporada, historicamente é considerado o oposto, porque TAM Regionais foi a companhia aérea culturalmente que deu identidade a nova entidade que nasce da fusão. Na verdade, o único ativo remanescente da companhia aérea original é o código IATA.